# 忍者蝙蝠俠
《忍者蝙蝠俠》（日語：ニンジャバットマン）是一部改編自美國DC漫畫《蝙蝠俠》系列的日本動畫電影，以及以歷史片加武術為電影內容的超級英雄電影。華納兄弟發行。
本片2017年10月5日率先推出電影海報，同年12月1日推出宣傳預告片。2018年4月24日先在美國首映，日本則在同年6月15日上映。

## 故事簡介
大猩猩古魯德發明了一種新的機器展示給高譚市的超級罪犯們觀看時，蝙蝠俠也隨之出動欲阻止古魯德的陰謀，但隨著機器的發動，蝙蝠俠回過神來時已置身於古代的日本，並從先一步來到這個時代的貓女那得知了小丑、哈莉·奎茵、喪鐘、毒藤女、企鵝人、雙面人都在更早之前來到這裡，並取代了日本歷史上的大名們開始肆意改變過去。
為了回到自己的時代，失去了所有高科技裝備的蝙蝠俠與同樣來到這個時代的夜翼、紅頭罩、紅羅賓、羅賓一起聯手出擊，欲要阻止惡徒們篡改歷史的暴行。

## 配音員
| 角色名稱            | 日語       | 英語               |
| ------------------- | ---------- | ------------------ |
| 蝙蝠俠／布魯斯·韋恩 | 山寺宏一   | 羅傑·克雷格·史密斯 |
| 小丑                | 高木涉     | 托尼·海爾          |
| 瑟琳娜·凱爾／貓女   | 加隈亞衣   | 格蕾·德萊勒        |
| 哈莉·奎茵           | 釘宮理惠   | 塔拉·史壯          |
| 阿爾弗萊德·潘尼沃斯 | 大塚芳忠   | 亞當·克羅斯德爾    |
| 大猩猩古魯德        | 子安武人   | 弗瑞德·塔塔薛瑞    |
| 迪克·格雷森／夜翼   | 小野大輔   | 亞當·克羅斯德爾    |
| 達米安·韋恩／羅賓   | 梶裕貴     | 尤里·洛文塔爾      |
| 傑森·托特／紅頭罩   | 石田彰     | 威爾·弗萊德        |
| 蒂姆·德雷克／紅羅賓 | 河西健吾   | 威爾·弗萊德        |
| 喪鐘                | 諏訪部順一 | 弗瑞德·塔塔薛瑞    |
| 毒藤女              | 田中敦子   | 塔拉·史壯          |
| 雙面人              | 森川智之   | 艾瑞克·鲍扎        |
| 企鵝人              | 長         | 湯姆·肯尼          |
| 班恩                | 三宅健太   |                    |

## 製作團隊
導演由水崎淳平擔任，動畫由以前製作過《JoJo的奇妙冒險》、《JoJo的奇妙冒險：星塵鬥士》片頭動畫的神風動畫承包製作，劇本由《天元突破 紅蓮螺巖》、《KILL la KILL》的中島一基負責，人物造型由漫畫家岡崎能士負責設計，配樂由《PSYCHO-PASS》、《JoJo的奇妙冒險：不滅鑽石》的菅野祐悟擔任，製片由里見哲朗、朱利奧、艾瑞克·加西亞聯手。

## 漫畫
《月刊Hero's》7月號（2018年6月1日發行）開始連載，久正人負責作畫。2020年榮獲星雲賞漫畫部門獎項。

## 外部連結
- 動畫電影『忍者蝙蝠俠』官方網站 （页面存档备份，存于） （日語）
- 動畫電影『忍者蝙蝠俠』官方的X（前Twitter） （日語）
- 忍者蝙蝠俠（Batman Ninja）（動畫）在動畫新聞網百科全書中的資料（英文）
- 互联网电影数据库（IMDb）上《忍者蝙蝠俠》的资料（英文）
- 爛番茄上《忍者蝙蝠俠》的資料（英文）
- AllMovie上《忍者蝙蝠俠》的资料（英文）
- 開眼電影網上《忍者蝙蝠俠》的資料（繁體中文）
- 时光网上《忍者蝙蝠俠》的資料（简体中文）
- 豆瓣电影上《忍者蝙蝠俠》的資料 （简体中文）